# Dean Haglund
Dean Haglund (n. 29 iulie 1965, Oakbank⁠(d), Manitoba, Canada) este un actor canadian. Acesta este cunoscut pentru rolul lui Richard „Ringo” Langly⁠(d), unul dintre membrii The Lone Gunmen⁠(d), din serialul Dosarele X.  Haglung participă și la spectacole de stand-up comedy, fiind specializat pe comedie improvizată⁠(d), și colaborează cu Vancouver TheatreSports League. Pe lângă Dosarele X, acesta a realizat dublajul lui Sid în filmul Tom Sawyer⁠(d) (2010) și și-a reluat rolul lui Langly în serialul The Lone Gunmen (2001). Acesta este inventatorul unui cooler extern pentru laptopuri numit Chill Pak.

## Biografie
Haglund s-a născut în Oakbank, Manitoba⁠(d), Canada și este fiul unui inginer structurist. Tatăl său este suedez.

### Cariera
După rolurile sale din Dosarele X și The Lone Gunmen, Haglund a apărut pentru scurt timp într-o producția „From Here to Andromeda”, turnată în stil documentar și lansată în 2007. Tema centrală a emisiunii erau obiectele zburătoare neidentificate și extratereștrii. Pe 30 octombrie 2009, a fost gazda documentarului Ghost Adventures⁠(d) Live pe Travel Channel. A apărut în episodul 95 al serialului Cititorii de oase⁠(d) în rolul lui Blaine Miller, proprietar de restaurant în Roswell, unde Booth și Bones sunt trimiși să investigheze cazul unei apariții extraterestre. A făcut parte din consiliul consultativ al festivalului Sci-Fest LA⁠(d), primul festival anual de teatru științifico-fantastic din Los Angeles.
În iunie 2015, Haglund a emigrat la Sydney, Australia, împreună cu iubita sa și cei doi câini ai lor, iar acum locuiește în Newtown. Din cauza acestei decizii, Haglung era să piardă un rol cameo planificat pentru episodul „Babylon⁠(d)” din sezonul 10 al serialului Dosarele X. Cu toate acestea, el a fost informat de Bruce Harwood că producătorii îl caută și i-a contactat pe aceștia pentru realizarea filmărilor. În prezent, acesta este gazda podcast-ului Chillpak Hollywood Hour alături de regizorul independent Phil Leirness. 

## Filmografie

### Seriale
- The Commish (1992-1994) - Drug Dealer / Zack ("Video Vigilante" and "Working Girls")
- Street Justice (1993) - Junkie ("The Wall")
- The X-Files (1994-2018) - Richard Langly
- Sliders (1995) - Stockboy ("Fever")
- Lonesome Dove: The Series (1995) - Nathan Silas ("The Return")
- Honey, I Shrunk the Kids: The TV Show (1998) - Mr. Coolidge ("Honey, It's No Fun Being an Illegal Alien")
- Home Improvement (1999) - Guy ("Young at Heart")
- V.I.P. (1999-2000) - El însuși ("Val Goes to Town" and "Throw Val from the Train")
- The Lone Gunmen (2001) - Richard Langly
- Bones (2010) - Blaine Miller ("The X in the Files")
- Femme Fatales (2011) - Kip ("Girls Gone Dead")
- The Icarus II Project (2011) - Bernie ("Jessica")

### Filme
- The X-Files (1998) - Richard Langly
- Spectres (2004) - Dr. Halsey
- Face of Terror (2004) - Timmons
- Dead & Deader (2006) - Funeral Home Director (film de televiziune)
- Atlantis Down (2010) - Jack Spano
- Geek USA (2013) - Sloan
- The Lady Killers (2017) - Paul Lewis